# Talutis Inlet
Das Talutis Inlet ist eine vereiste Bucht auf der Westseite des Fowler Ice Rise an der Zumberge-Küste des westantarktischen Ellsworthlands. Unmittelbar südlich des Kealey Ice Rise öffnet sie sich zum Carlson Inlet.
Der United States Geological Survey kartierte sie anhand von Landsataufnahmen aus den Jahren von 1973 bis 1974. Das Advisory Committee on Antarctic Names benannte sie nach Leutnant William Romans Talutis (* 1942) von der United States Navy, diensthabender Offizier auf der Amundsen-Scott-Südpolstation im Jahr 1972.